# Волгоградская улица (Уфа)
Волгогра́дская у́лица — в микрорайоне Шакша Калининского района Уфы.

## История и происхождение названия
Застроена улица была в середине 1950-х годов, частными домами, вокруг действовавшего глиняного карьера. (сейчас этот карьер заполнен водой). На соседней улице Кигинской были проложены рельсы, по которым ходил ковшовый экскаватор (Малый уголок на карте Уфы, С.6).
Для удобства рабочих в конце 1950-х открылся ясли-сад (сейчас детсад № 275)
До присоединения поселка Шакша к Уфе называлась ул. Урицкого. При вхождении окраинная поселковая улица была переименована, поскольку нельзя было иметь в одном населенном пункте (то есть в Уфе) две улицы с одним названием.
Образование: детский сад №275.